# Trasferimento di file
Un trasferimento di file è un procedimento per il trasferimento di informazioni, in forma di file, tra due o più sistemi informatici. Può essere attuato in maniera automatica attraverso una rete di telecomunicazioni, oppure manuale utilizzando ad esempio una sneakernet.
Solitamente il trasferimento di file è mediato da un protocollo di comunicazione. Nella storia dell'informatica sono stati progettati numerosi protocolli di trasferimento file per contesti diversi.

## Protocolli
Un protocollo di trasferimento dei file è una convenzione che descrive la modalità di trasmissione dei file tra due endpoint. Oltre al flusso di bit da un file archiviato come singola unità in un file system, alcuni protocolli possono anche inviare metadati rilevanti come il nome, la dimensione e il timestamp, nonché le autorizzazioni del file system e gli attributi del file.
Si riportano di seguito alcuni esempi di trasferimento di file mediati tramite protocollo:
- FTP, protocollo di trasferimento file multipiattaforma[2]
- SSH File Transfer Protocol, protocollo di trasferimento file protetto dal protocollo di rete Secure Shell (SSH)
- Secure copy (scp), basato su Secure Shell
- HTTP, che supporta il trasferimento di file
- BitTorrent, Gnutella e altri sistemi di trasferimento file distribuiti che utilizzano il peer-to-peer
- In Systems Network Architecture, LU 6.2 Connect:Direct e XCOM Data Transport vengono tradizionalmente utilizzati per trasferire file
- Molti sistemi di messaggistica istantanea o di messaggistica LAN supportano la possibilità di trasferire file
- I computer possono trasferire file su unità periferiche (come ad esempio le chiavette USB).
- I collegamenti dei modem dial-up che adottavano il metodo null modem utilizzavano protocolli di trasferimento dei file quali XMODEM, YMODEM e  ZMODEM.